# 高美燈塔
高美燈塔是一座位於臺灣臺中市清水區西北隅高美里的燈塔，該地位處大甲溪出海口南岸及高美濕地旁。該燈塔興建於1967年，塔高34.4公尺，燈高38.7公尺。2014年9月27日，經交通部航港局翻修後開始開放參觀。
高美燈塔西側海岸為高美野生動物保護區（高美濕地），西南遠處為台中港風力發電白色風車，東側有大甲鐵砧山，向東北望去即火炎山。

## 特色
高美燈塔塔身建築與芳苑燈塔相似，為八角形的鋼筋混凝土之建築物，是臺灣唯一外觀呈紅、白相間且平行條紋的燈塔，塔高：34.4公尺。但於1982年停止運作，並將燈器拆除移至臺中港燈塔使用。

## 燈塔行政諸元
- 管轄機關：由交通部航港局管轄。
- 人員編制：未知。
- 開放參觀，參觀時間於不同季節分別為9時至18時（4月至10月）、9時至17時（11月至3月），逢星期一不開放。
- 電話：04-26113924。

## 關連項目
- 台灣燈塔列表
- 高美濕地

## 外部連結
- 高美燈塔-臺中觀光旅遊網 （页面存档备份，存于）
- 台灣海關博物館 （页面存档备份，存于）
- 高美燈塔-臺中市文化資產處-歷史建築 （页面存档备份，存于）
- 高美燈塔-文化部文化資產局 （页面存档备份，存于）
- 交通部航港局-白沙岬燈塔 （页面存档备份，存于）